# John Ward (2e vicomte Dudley et Ward)
Pour les articles homonymes, voir John Ward et Ward.
John Ward, 2e vicomte Dudley et Ward (22 février 1725 - 10 octobre 1788) est un pair et homme politique britannique .

## Biographie
Il est le fils de John Ward (1er vicomte Dudley et Ward), et de sa première épouse Anna Maria Bourchier. Il fait ses études à l'Oriel College d'Oxford.
Il est élu au Parlement en tant que l'un des deux représentants de Marlborough en 1754, poste qu'il occupe jusqu'en 1761, puis représente le Worcestershire jusqu'en 1774. La dernière année, il succède à son père comme vicomte et entre à la Chambre des lords. Il épouse Mary, fille de Gamaliel Fair, jardinier, décédé le 17 décembre 1758 à l'âge de 69 ans ,.
Il est décédé en octobre 1788, à l'âge de 63 ans. Comme il n'a pas de fils, son demi-frère William Ward (3e vicomte Dudley et Ward) lui succède.
Il a une fille naturelle, Anna Maria Ward (1778-1837), de son épouse (quand elle est encore Mrs. Mary Baker, qu'il épouse plus tard). Dans son testament, Lord Dudley prévoit de nombreuses dispositions pour la jeune fille et désigne sa veuve, décédée en 1810 et Henry Jérôme de Salis (en) comme ses tuteurs . Anna Maria épouse Sir Horace St Paul, 1er baronnet, député, le 14 mai 1803.